# Sé (Porto)
Sé ist eine ehemalige Stadtgemeinde (Freguesia) der nordportugiesischen Stadt Porto. Die Gemeinde hatte 3440 Einwohner (Stand 30. Juni 2011). Wichtigstes und namensgebendes Bauwerk ist die Kathedrale von Porto (Sé do Porto).
|  |  |

Mit der Gebietsreform in Portugal am 29. September 2013 wurden die Gemeinden Sé, Miragaia, São Nicolau, Vitória, Cedofeita und Santo Ildefonso zur neuen Gemeinde União das Freguesias de Cedofeita, Santo Ildefonso, Sé, Miragaia, São Nicolau e Vitória zusammengeschlossen.